# Pekelná kuchyně
Pekelná kuchyně je americká kuchařská reality show, kterou moderuje Gordon Ramsay. Tento pořad v ČR vysílala  TV Barrandov. 
V roce 2024 byla na TV Nova uvedena česká verze pořadu s názvem Hell’s Kitchen Česko, kterou moderuje šéfkuchař Radek Kašpárek.

## Popis soutěže
V této hře se 12 soutěžících snaží získat vlastní restauraci, případně pracovat po boku Gordona Ramsayho. Soutěžící jsou rozděleni do dvou týmů – na modré a červené. V modrém týmu jsou muži v červeném ženy. Každý den jim šéfkuchař zadá nějaký úkol. Tým, který ho splní nejlépe nebo nejrychleji vyhrává. Poražený tým dostane obvykle nějaký trest. Pak oba dva týmy čeká tzv. „večerní směna“. To znamená, že týmy musí uvařit celé menu pro celou restauraci. Na konci každé směny Ramsay zhodnotí práci obou týmů a vybere poražený tým. Z poraženého týmu vybere nejlepšího kuchaře toho večera a ten musí nominovat dva členy svého týmu na vyloučení. Jednoho z nominovaných pak Ramsay nemilosrdně vyloučí.